# Петър Ковачев (офицер)
Петър Константинов Ковачев е български офицер, генерал-майор, участник в Балканската (1912 – 1913) и Междусъюзническата война (1913), командир рота и временен командир на дружина от 25-и пехотен драгомански полк през Първата световна война (1915 – 1918).

## Биография
Петър Ковачев е роден на 14 октомври 1884 г. в Радомир, Княжество България. През 1908 г. завършва Военното на Негово Княжеско Височество училище и на 17 февруари е произведен в чин подпоручик. На 19 февруари 1911 е произведен в чин поручик, а по-късно взема участие в Балканската (1912 – 1913) и Междусъюзническата война (1913). На 18 май 1914 г. е произведен в чин капитан.
През Първата световна война (1915 – 1918) капитан Ковачев е командир на рота от 25-и пехотен драгомански полк, за която служба съгласно заповед № 679 от 1917 г. „за бойни отличия и заслуги във войната“ е награден с Военен орден „За храброст“, IV степен, 1 клас. По-късно е временен командир на дружина от същия полк, за която служба през 1918 г. е награден с Народен орден „За военна заслуга“, IV степен с военно отличие. Съгласно заповед № 355 от 1921 г. за същата служба е награден с Военен орден „За храброст“, III степен, 2 клас През 1918 г. е произведен в чин майор. През войната служи и в 81-ви пехотен полк, в чийто състав влиза една дружина от 25-и пехотен драгомански полк.
По време на военната си служба служи в 1-ви пограничен участък, 7-и пограничен участък. През 1922 г. е назначен на служба във 2-ро софийско бюро, на 3 май 1923 е произведен в чин подполковник и същата година е назначен за командир на 4-то депо. От 23 август 1924 г. до 17 февруари 1928 г. е командир на 25-а пехотна драгоманска дружина (реорганизираният съгласно Ньойския договор от 1919 г. – 25-ти драгомански пехотен полк). На 26 март 1928 е произведен в чин полковник и същата година е назначен за комендант на София.
От 1931 г. полковник Ковачев служи като началник на 1-ви пограничен сектор, след което от 1934 г. е в Главното интендантство, същата година е назначен на служба в пограничната стража, през 1935 г. е на служба в 7-а пехотна рилска дивизия, същата година на 16 октомври 1935 е произведен в чин генерал-майор и уволнен от служба.
Генерал-майор Петър Ковачев умира през 1953 г. и е погребан в Централните софийски гробища.

## Военни звания
- Подпоручик (17 февруари 1908)
- Поручик (19 февруари 1911)
- Капитан (18 май 1914)
- Майор (1918)
- Подполковник (3 май 1923)
- Полковник (26 март 1928)
- Генерал-майор (16 октомври 1935)

## Награди
- Военен орден „За храброст“, IV степен, 1 клас (1917)
- Народен орден „За военна заслуга“, IV степен с военно отличие (1918)
- Военен орден „За храброст“, III степен, 2 клас (1921)

## Образование
- Военно на Негово Княжеско Височество училище (до 1908)